# Kim Jin-hyeon
Kim Jin-hyeon ((김진현?, 金鎭鉉?); 6 luglio 1987) è un calciatore sudcoreano, portiere del Cerezo Osaka.

## Carriera

### Nazionale
Ha partecipato al Mondiale Under-20 2007 disputato in Canada. Ha poi esordito in Nazionale maggiore nel 2012.

## Palmarès

### Club

#### Competizioni nazionali
- Coppa J. League: 1

Cerezo Osaka: 2017
- Coppa dell'Imperatore: 1

Cerezo Osaka: 2017
- Supercoppa del Giappone: 1

Cerezo Osaka: 2018

### Nazionale
- Coppa dell'Asia orientale: 1

2017